# 塞尔韦拉德利拉诺
塞尔韦拉德利拉诺，是西班牙卡斯蒂利亚-拉曼恰昆卡省的一个市镇。总面积56平方公里，总人口305人（2001年），人口密度5人/平方公里。